# قصر فرساي
قصر فرساي أو «شاتو دو فِرساي» (بالفرنسية: Le château de Versailles)‏، هو أهم القصور الملكية في فرنسا ويقع في فيرساي التي تبعد 25 كيلومترا غرب وسط مدينة باريس. أمر لويس الثالث عشر العام 1624 ببناء منزل صغير للصيد على تل قريب من قرية فيرساي الصغيرة كون الأدغال القريبة وافرة الصيد، وفي العام 1632 أمر بتوسيع المنزل.
وفي فترة حكم لويس الرابع عشر شيد القصر محل المنزل في فيرساي من 1682. وانتقل الملك لويس الرابع عشر في هذا العام من باريس إلى القصر، وظل القصر مقر الإقامة الملكية حتى اضطرت الأسرة الحاكمة إلى العودة إلى العاصمة في العام 1789. رغم هذا ظل قصر فيرساي مركزا للسلطة في العهد القديم بفرنسا. كما صار رمزا للحكم الملكي المطلق من قبل لويس الرابع عشر المسمى بملك الشمس.
وبعد 100 عام سكنه ملك آخر وهو الملك لويس السادس عشر وزوجته الملكة ماري انطوانيت اللذان أجبرتهما الثورة الفرنسية في العام 1789 على مغادرة القصر، ومن ثم أُعدِما بالمقصلة أو «سكين الجيلاتين».

## أصول القصر الأولى
أقدم ذكر لقرية فرساي وجد في وثيقة مؤرخة في 1142، (الميثاق من كنيسة سانت - بيتر دي شارتر). من الموقعين على الميثاق كان «هوغو دي فيرساي»، ومن ثم اسم القرية.
وخلال هذه الفترة، تركزت قرية فيرساي على قلعة صغيرة وكنيسة والمنطقة كانت تحت سيطرة لورد أو إقطاعي محلي. أضاف موقع قرية على الطريق من باريس إلى دريوكس ونورماندي بعض الازدهار إلى القرية، ولكن بعد الطاعون الأسود وحرب المائة سنة كانت القرية قد دمرت إلى حد كبير وتعداد سكانها تقلص بشكل كبير.
في 1577 قام «ألبير دي جندي» وهو فلورنسي (نسبة إلى فلورنسا)، بشراء «سيغنيوري فيرساي». وصل «دي جندي» إلى فرنسا مع «كاترين دي ميديسي» وأسرته، وأصبح ذو نفوذ في البرلمان الفرنسي. وفي العقود الأولى من القرن السابع عشر، قام «دي جندي» بدعوة لويس الثالث عشر على عدة رحلات قنص في غابات فيرساي.
أمر لويس الثالث عشر بتشييد منزل صغير للصيد في العام 1624. صممه «فليبير روى جنيه»، وكان عبارة عن هيكل مبني من الحجر والطوب الأحمر مع عوارض للسقف. وبعد ثماني سنوات في 1632 أخذ لويس الثالث عشر «السيغنيوري فرساي» من أسرة «دي جندي»، وبدأ بعمليات توسيع القصر وبعد ذلك أصبح القصر لإحدى السيدات التي كانت لها علاقة بالملك.
تأسس الرايخ الألماني الثاني في قاعة المرايا في قصر فيرساي بعد أن أُعلن الملك البروسي فيلهلم الأول قيصراً للإمبراطورية الألمانية في 18 كانون الثاني 1871 بعد الانتصار السريع للقوات الألمانية في الحرب مع فرنسا.
يعد قصر فيرساي أشهر بناء في الفن الكلاسيكي الفرنسي ومن أشهر القصور الفرنسية التي تشهد على روعة المعمار الفرنسي وقطع الأثاث والديكور وتنسيق الحدائق. تمتد واجهة القصر الرئيسية نحو 80 مترا. ويتكون من عدة مباني متقابلة ومطلة على ساحة في الوسط، والقصر نفسه يتكون من ثلاث طوابق. وكثير من قطع الأثاث والأسقف فيه مصنوعة من الذهب. وفي الماضي كان يسكنه ما يقارب 20 ألف شخص من الملك والأسرو الحاكمة والحاشية والخدم والحرس الملكي.
«قصر فيرساي قصر مُذهل.. كان محل إقامة لملوك فرنسا كالملك لويس الرابع عشر (يُنطق لوي بالفرنسية) والملك لويس الخامس عشر والملك لويس السادس عشر..»
للقصر حديقة رائعة تملئها النوافير، ولها عمال كثيرون مخصصون فقط للاعتناء بالمساحات الخضراء والأزهار. ودائماً أو على الأغلب في القصور تكون الحديقة الخاصة بالقصر خلف مبنى القصر وفي فرساي تمتد الحديقة على مساحة شاسعة ما يقارب 80 هكتار.

## وصلات خارجية
- Extensive صور من قصر فيرساي
- جولة تخيلية (360 درجة الإستعراضات) من قصر فرساي